# Radwa Abdel Latif
Radwa Abdel Latif (en arabe : رضوى عبد اللطيف), née le 15 octobre 1989, est une tireuse sportive égyptienne. Elle est la sœur de la tireuse sportive Shimaa Hashad.

## Carrière
Radwa Abdel Latif est médaillée de bronze en tir au pistolet à 10 mètres aux Championnats d'Afrique de tir 2011 au Caire. Elle est médaillée d'argent en tir au pistolet à 10 mètres par équipes aux Championnats d'Afrique de tir 2014 au Caire.
Aux Championnats d'Afrique de tir 2019 à Tipaza, elle remporte la médaille d'or en pistolet à air comprimé à 10 mètres par équipe mixte ainsi que la médaille d'argent en pistolet à air comprimé à 10 mètres.